# Delgo
Delgo é um filme de animação de 2008.O filme foi produzido por estúdios Fathom, uma
divisão da Macquarium Intelligent Communications, que
iniciou o desenvolvimento do projeto em 1999.
Apesar de ganhar o prêmio Melhor Filme no Anima Mundi, o filme foi um dos lançamentos de menor
bilheteria de largura na história recente. Delgo arrecadou
apenas 915.840 dólares nos cinemas contra um orçamento
estimado de $ 40.000.000, de acordo com o rastreamento do site dos números..
A 20th Century Fox adquiriu os direitos do filme para distribuição internacional do DVD e o Cartoon Network comprou
os direitos de televisão dos EUA.